# 엔돌의 무녀

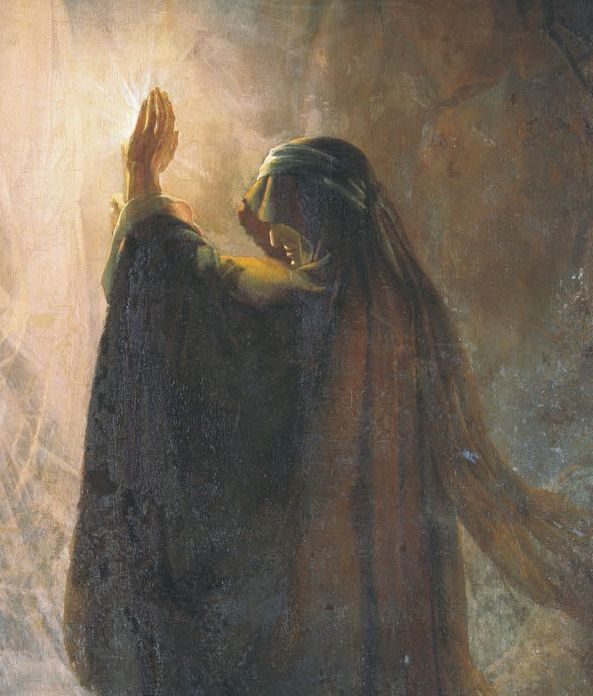
드미트리 니키포로비치 마르티노프의 1857년 작품 중 일부.

엔돌의 무녀(히브리어:בַּעֲלַת־אֹוב בְּעֵין דּוֹר baʿălaṯ-ʾōḇ bəʿĒyn Dōr, 엔돌에 있는 ōḇ의 여주인)는 구약 성서에 등장하는 인물로 사울 왕의 요구로 선지자 사무엘의 혼을 불러낸 여인이다. 사울은 블레셋과의 전쟁을 앞두고 신에게 도움을 구하려다 실패하자 엔돌의 무녀를 통해 조언을 구하려 했다. 여인이 불러낸 것이 진짜 사무엘의 혼인지 그를 흉내낸 다른 것인지는 알 수 없으나 불려나온 존재는 사울의 파멸만을 예언했다. 이 사건은 사무엘기 상서와 가톨릭 제2경전에서 언급된다.

## 어원
이 여인을 가리키는 히브리어 표기는 '엔돌에 사는 옵('ōḇ)의 여주인'을 뜻하며, '엔돌'은 우물 또는 샘을 뜻한다. '옵'은 해리 A. 호프너에 따르면 중동 및 지중해 문화의 유사성을 볼 때 '죽은 이의 혼을 저승에서 불러내는 의식을 거행하는 구덩이'를 뜻하는 것으로 추정되는데,  수메르어(ab), 아카드어(âbu), 히타이트어(a-a-bi), 우가리트어(ib)에 이와 유사한 단어가 존재한다. 한편 엔돌의 무녀가 행하는 것과 유사한 의식이 바빌로니아와 히타이트의 제례 문헌에서 언급되며 오디세이아에도 비슷한 의식이 등장한다.
'옵'의 뜻에 대한 또다른 추측으로는 '사람이 부리는 귀신', '부적', 복화술과 연관된 뜻으로 '포도주 가죽부대' 등이 있다.
그리스어인 70인역에서는 ἐγγαστρίμυθος ἐν Αενδωρ (engastrímythos en Aendōr)으로, 라틴어인 불가타 성서에서는 pythonem in Aendor으로 표기되는데, 모두 당대에 이교(異敎)의 예언을 가리키는 표현이다.
무녀는 "엘로힘이 땅에서 올라오는" 것이 보인다고 하는데, 일반적으로 '신' 또는 '신들'을 뜻하는 단어인 '엘로힘'으로 망자의 혼을 지칭했다. 이 단어는 아카드어에서 신을 뜻하는 '일루(ilu)'의 유사어다. 이때 무녀는 망령을 복수형 단어로 칭했는데 사울은 단수형으로 칭하여 답한다.

## 성서 내용

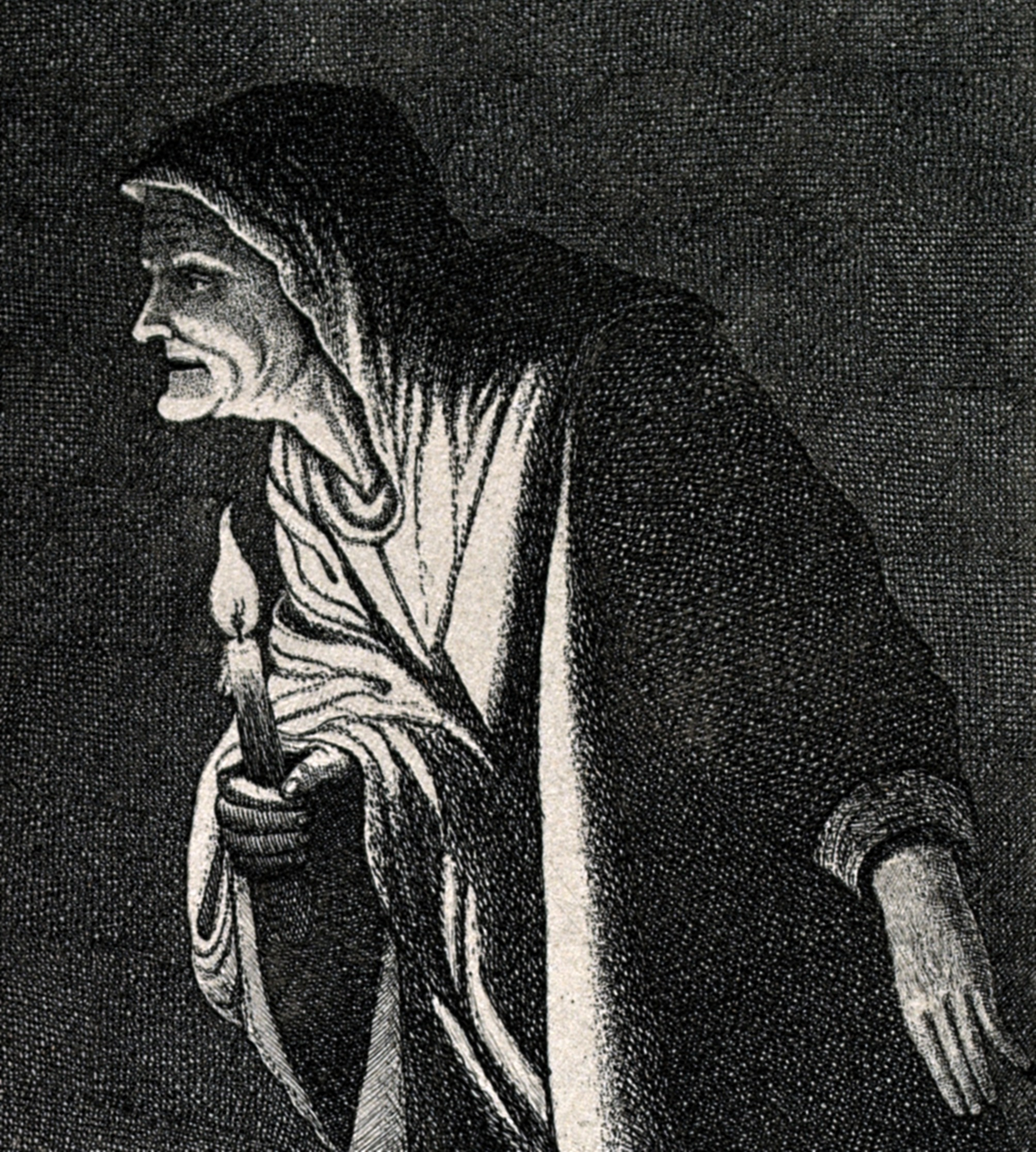
아담 엘스하이머가 그린 엔돌의 무녀.

선지자 사무엘이 죽어서 라마에 묻힌 후(사무엘상 25장 1절 및 28장 3절) 이스라엘의 왕인 사울은 블레셋 군대에 대항하기 위해 신에게 조언을 구하려 한다. 사울은 꿈에서도, 어느 선지자로부터도, 우림과 둠밈의 점괘에서도 답을 구하지 못하여 마술을 부리는 자를 찾게 된다. 사울이 이스라엘에서 마술사와 무당을 모조리 내쫓은 후였기 때문에 사울은 몰래 무당을 찾아다니다 엔돌에 사는 무녀의 소문을 듣게 된다. 사울은 변장을 하고 적지를 가로질러 무녀를 찾아가 사울의 혼을 불러달라고 한다. 무녀는 사울의 칙령을 들어 거절했지만 사울이 절대 벌을 받지 않을 거라며 설득하자 부탁을 들어준다.
무녀는 혼을 불러내다 자기를 찾아온 사람이 사울임을 알고, "어찌 나를 기만하시나이까, 당신은 사울 왕이십니다!"라 소리치며 화를 낸다. 사울은 재차 무녀를 벌하지 않을 것이라 약속하고, 무녀에게 무엇이 보이는지 묻는다. 무녀는 '엘로힘이 땅에서 올라왔다'고 답했다. 사울이 혼의 생김을 묻자 무녀는 망토를 쓴 노인이라 답했고, 사울은 혼이 보이지 않았지만 절을 했다.
혼은 불쾌해하며 사울이 신의 말씀을 따르지 않는다 질타하하고, 사울의 파멸을 예언했다. 생전에 사무엘은 사울이 왕좌를 잃을 것이라 예언했는데, 사무엘의 혼은 이에 더해 이스라엘 군이 패할 것이며 사울과 그의 아들은 '내일이면 내가 있는 곳에 다다를 것'이라 말했다. 사울이 겁에 질려 쓰러지자 무녀는 그를 진정시키고 살찐 송아지 요리를 먹여 기운을 차리게 했다.
다음날 예언대로 이스라엘 군대는 패하고 블레셋 군대에 사울은 부장을 입었다. 그리고 사울은 자기 칼로 목숨을 끊는다. 이후 한 아말렉 젊은이가 다윗의 눈에 들으려 자신이 사울의 마지막 모습을 보았고, 자결을 시도했으나 완전히 숨이 끊어지지 않아 고통스러워하는 사울의 부탁들 듣고 그를 죽였다고 고했다가 다윗에게 처형당한다. 역대기상은 사울이 신으로부터 직접 조언을 구하지 않고 영매를 통해 조언을 구하려다 벌을 받아 죽었다고 서술한다.

## 해석

### 유태교

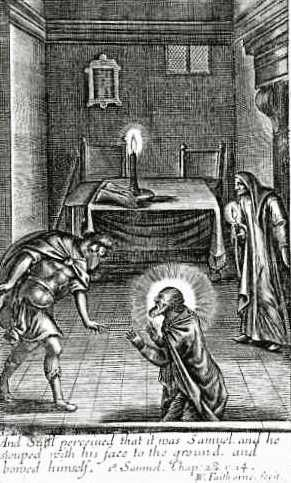
조지프 글랜빌의 <사두시무스 트리움파투스>의 권두 삽화. 사울이 엔돌의 무녀를 만나는 장면을 묘사했다.

기원전 2세기에 쓰인 70인역에서는 무녀가 복화술사라고 쓰였는데 이는 귀신이나 악마가 존재하지 않는다고 보는 알렉산드리아 철학의 관점을 지닌 역자의 의식이 반영된 결과로 보인다. 한편 비슷한 시기에 쓰인 히브리어 집회서에는 진짜 사무엘의 혼이 사울의 죽음을 예언한 것으로 나타난다. 서기 1세기의 유태인 역사학자인 요세푸스는 자신의 저작에서 이 이야기에 신빙성이 있다는 의견을 보였다.
11세기 학자인 야쿠츠 시모니는 무녀의 정체가 사울의 친척인 아브넬의 어머니라고 보았다. 의식 중 무녀가 무엇인가 보았고 사울은 목소리만을 들을 수 있었던 것을 들어 야쿠츠는 강령술에서 술사는 혼을 볼 수는 있어도 목소리는 들을 수 없으며, 강령술을 청한 자는 혼의 목소리는 들을 수 있으나 혼을 직접 볼 수 없다고 판단했다.

18세기 프랑스의 역사학자이자 사제였던 앙투안 오거스틴 칼메는 다음과 같이 썼다.
우리 시대의 유대인들은 사람이 죽어서 매장된 후에도 영혼이 무덤을 들락날락할 수 있고 주위에서 무슨 일이 일어나는지 인지할 수 있다고 믿는다. 즉 죽은 후에도 한동안 영혼이 세상을 돌아다닐 수 있으며, 엔돌의 무녀가 사무엘의 혼을 불러낼 수 있었던 것도 사무엘의 혼이 아직 세상을 돌아다닐 때여서 가능했다고 본다. 만약 그 시기가 지났다면 영혼을 불러내는 것은 불가능했을 것이라 한다.

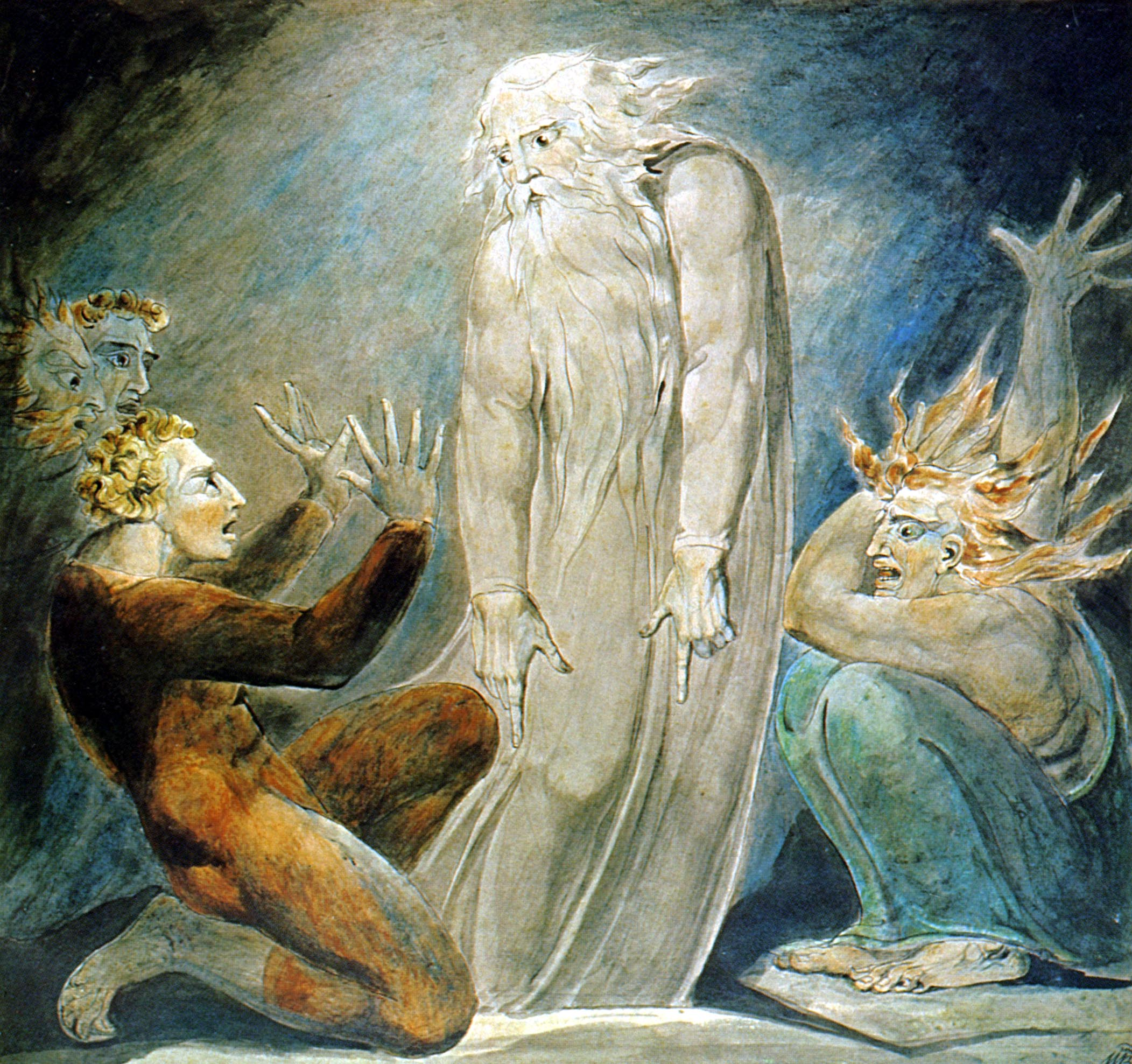
윌리엄 블레이크의 그림.

엔돌의 무녀는 역대 교부와 기독교 이론가에게 신학적 논쟁 대상이었다. 이 이야기가 귀신을 불러내는 것과 같은 마술이 종교적으로는 금지되었더라도 실제로 존재한다는 근거가 될 수 있기 때문이었다.
제임스 1세는 《악마론(1597)》에서 무녀가 복화술사였다는 주장을 부정하면서도 그가 불러낸 것이 진짜 사무엘의 혼이었다는 주장 또한 부정했다. 제임스 1세는 사탄이 빛의 천사를 가장할 수 있다고 한 고린도후서 11장 14절을 근거로 악마가 성자 행세를 할 수 있다고 주장했다. 제임스 1세는 엔도르의 무녀를 '사울의 무녀'라고 부르며 고대 그리스의 피티아와 비슷한 존재라고 보았다. 한편 제임스 1세는 마술이 실재하지 않는다면 성서에서 금지할 리가 없다고 하며 마술과 악마가 존재한다고 주장했다.
Certain it is, that the Law of God speaks nothing in vain, neither does it lay curses, or enjoin punishments upon shadows, condemning that to be ill, which is not in essence or being as we call it.

다른 중세 시대 해설에서도 무녀가 불러낸 혼은 사무엘이 아니라 그를 가장한 악마이거나 무녀가 만든 환상이라고 보았다. 마르틴 루터는 죽은 사람은 의식이란 것이 없으므로 무녀가 불러낸 것은 악마의 영혼이라 주장했으며, 장 칼뱅 또한 무녀가 불러낸 것이 악령이라고 보았다.
한편 칼메는 《망령에 관한 논설(1759)》에서 마술의 실재의 근거가 되는 다른 성경 구절들과 함께 엔돌의 무녀 이야기에 대해 짧게 논했다. 칼메는 자신의 해석에 논란의 여지가 있음을 언급하면서도 해당 부분에서 '엔돌의 여인이 무녀로 여겨졌고 사울도 그를 무녀로 여겼다는 것 외에 추론할 수 있는 것은 없다'고 적었다.

일부에서는 해당 구절에서 무녀가 사무엘의 혼을 보고 겁에 질려 울부짖었다는 점을 지적하며, 혼을 부른 것이 무녀가 아니라 신의 위업이 임한 것이라고 주장했다. 영국의 복음주의 이론가인 조이스 발드윈은 1989년 자신의 글에서 다음과 같이 주장했다.
이 사건은 영매를 통해 영혼과 소통하는 해우이에 대해 어떠한 진실도 알려주지 않는다. [무녀가 보인 행동으로 볼 때] 무녀에게 이 때 일어난 일이 아주 예외적이고 무시무시한, 그의 통제 밖의 상황이었음을 알 수 있다.
그렌빌 켄트는 이 사건에 대한 역사적 해석을 두 가지로 요약했다. 하나는 죽은 사무에링 실제로 나타난 것으고, 다른 하나는 사무엘로 둔갑한 악마가 사울을 파멸시켰다는 것이다. 켄트는 후자가 성경 본문과 일치한다고 주장했다.

### 심령주의

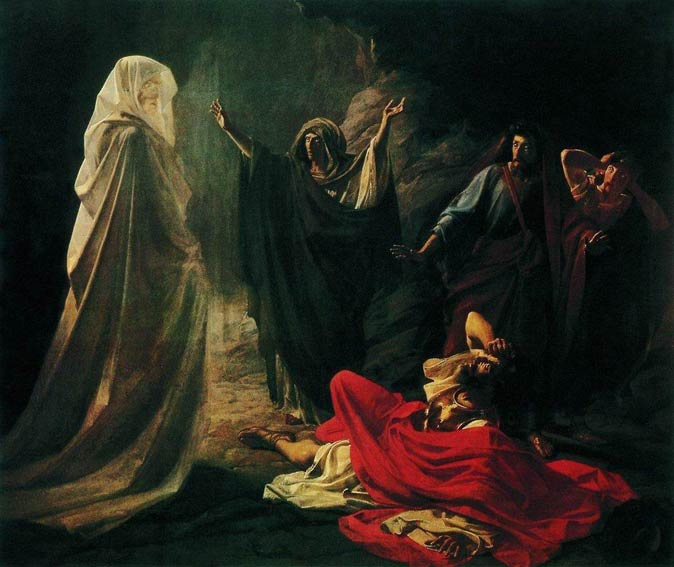
니콜라이 게의 1857년 그림.

심령주의자들은 이 이야기를 고대 영매술의 증거로 보았고, 기독교 이론가들과 이에 대한 논쟁을 벌였다. 1875년 한 시카고 심령주의 간행물에는 "엔돌의 여인은 사회적으로 존경받는 합법적이고 정직한 영매였으며, 기독교 이론가들보다 더 그리스도 같은 존재였다"라는 주장이 실렸다.

## 문화적 영향

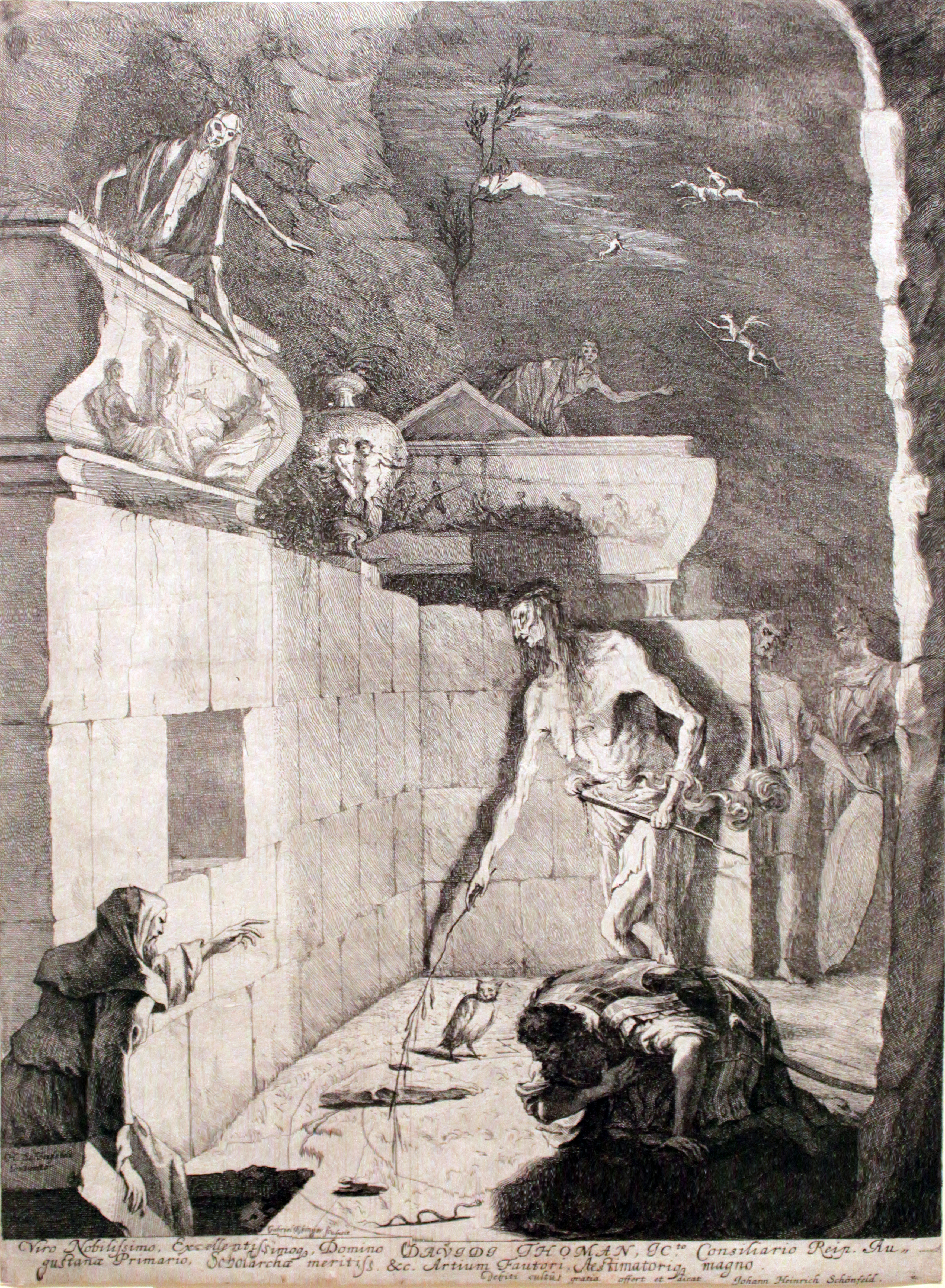
가브리엘 에힝거의 1675년 작품. 슈테델 미술관 소장.

### 음악
1630년대에 작곡된 로버트 램지의 오라토리오 '죄악의 밤', 그를 바탕으로 한 헨리 퍼셀의 1691년 동명의 곡 등 무녀의 인물묘사를 확대한 작품이 다수 창작됐다. .
엔돌의 무녀가 등장하는 작품으로는 마르크앙투안 샤르팡티에의 1682년 작《사울과 요나단의 죽음》, 헨델의 《사울(1738)》, 페르디난트 리스의 《이스라엘의 왕(1837)》, 아르튀르 오네게르의 《다윗왕(1921)》등이 있다.
샤르팡티에의 오페라인 《다윗과 요나단(1688)》, 카를 닐센의 《사울과 다윗(1902)》에서도 엔돌의 무녀가 등장한다.
1965년 마르타 그레이엄 댄스 컴퍼니는 윌리엄 슈만의 곡을 바탕으로 엔돌의 무녀를 소제로 한 발레 무대를 선보였고, 이 무대는 이후 문도그의 1969년 곡에 영향을 주었다.

그레타 밴 플리트의 곡인 《Love, Leaver》의 가사에서도 엔돌의 무녀가 등장한다.

### 시
바이런의 1815년 작품집인 《히브리 가곡》에 수록된 시 <사울>에서 엔돌의 무녀가 등장한다.
샤울 체르니초프스키의 근대 히브리 시 중 한 작품인 <엔돌에서>는 사울을 동정적인 시선으로 표현한다.
러디어드 키플링은 외아들이 1차 대전 중 로스에서 전사한 때로부터 1년 후인 1919년 <엔-돌(En-Dor)>을 발표하며, 엔돌의 무녀 이야기를 통해 당대의 매체를 비판했다.

### 소설
마이클 스콧의 판타지 소설 《니콜라스 플라멜의 비밀》에서 엔돌의 무녀가 주요 인물로 등장한다.
엔돌의 무녀는 가상 및 실제 선박의 이름으로 종종 사용된다. 미국 SF 소설인 《익스팬스》에도 '엔돌의 무녀'라는 우주선이 등장한다.

### 극작품
로렌스 하우스만의 1944년 연극인 《킹메이커 사무엘》에서 엔돌의 무녀가 등장인물 중 하나로 등장한다.
하워드 네메로프의 1961년 작품에서는 주요인물로 등장한다.

### 영상화
《다윗왕 이야기(1976)》에서는 도브 라이저의 내레이션을 통해 간접적으로 등장한다.
미국 시트콤 〈아내는 요술쟁이〉의 주인공 사만다의 어머니인 엔도라의 이름은 엔돌의 무녀에서 따온 것으로 추측된다..
2016년 드라마 시리즈인 《오브 킹스 앤 프로피츠》에서는 린 르네가 엔돌의 무녀 역을 맡았다.

## 참고 문헌
1. 1 2 3  1 Samuel 28:3–25
2. 1 2  Sirach 46:19–20
3. ↑  Hoffner, Harry A. (1967). “Second millenium antecedents to the Hebrew 'Ôḇ”. 《Journal of Biblical Literature》 (Atlanta, Georgia: Society of Biblical Literature) 86 (4): 385–401. doi:10.2307/3262793. JSTOR 3262793.
4. ↑  King, Philip J.; Stager, Lawrence E. (2001). 《Life in Biblical Israel》. Louisville, KY: Westminster John Knox Press. 380쪽. ISBN 9780664221485.
5. 1 2  Hirsh, Emil G. (1911). 〈Endor, the witch of〉. 《Jewish Encyclopedia》.
6. ↑  Aune, D.E. (1959). 〈Medium〉.   Bromiley, Geoffrey W. 《The International Standard Bible Encyclopedia》. William B. Eerdmans. 307쪽. ... of 'ob (RSV 'medium'). According to one view it is the same word that means a 'bottle made out of skins' ('wineskin,' Job 32:19). The term would then refer to the technique of ventriloquism or, more accurately, 'belly-talking'.
7. ↑  Walton, John H. (November 2006). 《Ancient Near Eastern Thought and the Old Testament: Introducing the conceptual world of the Hebrew Bible》. Ada, Michigan: Baker Academic. 325쪽. ISBN 9781585582914.
8. ↑  Aune 1959, 307쪽
9. ↑  1 Samuel 31:1–4
10. ↑  2 Samuel 1:6–10
11. ↑  1 Chronicles 10:13–14
12. ↑  Klauck, Hans-Josef; McNeil, Brian (2003). 《Magic and Paganism in early Christianity: the world of the Acts of the Apostles》. 66쪽. A classical example is King Saul's visit to the witch of Endor: The Septuagint says once that the seer engages in soothsaying and three times that she engages in ventriloquism (1 Sam 28:6–9).
13. ↑  Andreasen, Milian Lauritz (2001). 《Isaiah the gospel prophet: A preacher of righteousness》. 345쪽. The Septuagint translates: They burn incense on bricks to devils which exist not.
14. ↑  Antiquities of the Jews 6.14.
15. ↑  Yalḳ, Sam. 140, from Pirḳe R. El.
16. 1 2  Calmet, Augustin (2016). 《Treatise on the Apparitions of Spirits and on Vampires or Revenants: of Hungary, Moravia, et al. The Complete Volumes I & II.》. CreateSpace Independent Publishing Platform. 47, 237쪽. ISBN 978-1-5331-4568-0.
17. ↑  King James (2016).  Brett R. Warren, 편집. 《Annotated Daemonologie. A critical edition in modern English》. CreateSpace Independent Publishing Platform. 9–10쪽. ISBN 978-1-5329-6891-4.
18. ↑  Buckley, J.M. (2003). 《Faith Healing, Christian Science and Kindred Phenomena》. 221쪽. The witch of Endor – The account of the "Witch of Endor" is the only instance in the Bible where a description of the processes and ... Luther held that it was "the Devil's ghost"; Calvin that "it was not the real Samuel, but a spectre".
19. ↑  Beuken, Willem (1978). “1 Samuel 28: The prophet as 'hammer of witches'”. 《Journal for the Study of the Old Testament》 3 (6): 8–9. doi:10.1177/030908927800300602.
20. ↑  Keil, Carl Friedrich; Delitzsch, Franz (1956). 《Biblical Commentary on the Books of Samuel》. Eerdmans. 262쪽.
21. ↑  Baldwin, Joyce (1989). 《1 and 2 Samuel: An introduction and commentary》. 159쪽.
22. ↑  Kent, Grenville (2014년 10월 1일). “"Call Up Samuel": Who Appeared to the Witch at En-Dor? (1 Sam 28:3-25)”. 《Theology Papers and Journal Articles》.
23. ↑  “The Religion of Ghosts”. 《Spiritualist at Work》 1 (19) (Chicago). 1875년 4월 24일. 1면.
24. ↑  Leneman, Helen (2017). 〈The Medium of En-dor Heard Through the Medium of Music〉.   Archie C.C. Lee, Archie; Brenner-Idan, Athalya. 《Samuel, Kings and Chronicles》 1. Bloomsbury Academic. 149쪽. ISBN 978-0-567-67115-8.
25. ↑  Smallman, Basil (April 1965). “Endor Revisited: English Biblical Dialogues of the Seventeenth Century”. 《Music & Letters》 46 (2): 137–145. doi:10.1093/ml/XLVI.2.137. JSTOR 732625.
26. ↑  Long, Siobhan; Sawyer, John (2015). 《The Bible in Music》. Rowman & Littlefield. 270쪽. ISBN 978-0-8108-8451-9.
27. 1 2  Kinsley, William (1992). 〈Witch of Endor〉.   Jeffrey, David Lyle. 《A Dictionary of Biblical Tradition in English Literature》. Wm. B. Eerdmans Publishing. 840–841쪽. ISBN 978-0-8028-3634-2.
28. ↑  Ofer, Rachel (2021). “A Wicked Witch or a Good Psychotherapist? The Medium of Endor in Modern Hebrew Literature”. 《Hebrew Studies》 62: 184–185. doi:10.1353/hbr.2021.0018. JSTOR 27087000. S2CID 244914687.
29. ↑  Holt, Tonie; Holt, Valmai (1998). 《My Boy Jack: The Search for Kipling's Only Son》. Leo Cooper. 234쪽. Desperate as they were, there is no evidence that Rudyard and Carrie ever contemplated trying to reach John in this way and Rudyard's scorn for those who did was expressed in the poem En-dor, written the following year.
30. ↑  “Endora - origin, meaning, popularity, and related names”. 《mom.com》.